# Магнус Чільстедт
Магнус Чільстедт (швед. Magnus Kihlstedt, нар. 29 лютого 1972, Мункедаль) — шведський футболіст, що грав на позиції воротаря.
Виступав за клуби «Уддевольд», «Ліллестрем», «Бранн» та «Копенгаген», а також національну збірну Швеції, у складі якої був учасником чемпіонату світу та двох чемпіонатів Європи.

## Клубна кар'єра
У дорослому футболі дебютував 1988 року виступами за аматорську команду «Мункедаль» з рідного міста, перш ніж підписав свій перший професійний контракт з «Уддевольдом», до складу якого приєднався 1989 року. Відіграв за команду із Уддевалли наступні сім сезонів своєї ігрової кар'єри.
У 1997 році він перейшов у норвезький «Ліллестрем», а через два роки в інший норвезький клуб «Бранн». У «Бранні» Чільстедт провів три сезони, протягом яких став віце-чемпіоном Норвегії та фіналістом національного кубку. 
У 2001 році перейшов у данський «Копенгаген», у складі якого він провів заключні і в той же час кращі роки своєї кар'єри. «Копенгаген» в ті роки був одним з найсильніших клубів Скандинавії, а Чільстедт, будучи його основним воротарем, виграв разом з клубом ряд трофеїв і регулярно викликався до національної збірної. За цей час виборов титул володаря Кубка Данії. Завершив професійну кар'єру футболіста виступами за команду «Копенгаген» у 2005 році.

## Виступи за збірну
2000 року дебютував в офіційних матчах у складі національної збірної Швеції. Протягом кар'єри у національній команді, яка тривала 5 років, провів у формі головної команди країни 13 матчів.
У складі збірної був учасником чемпіонату Європи 2000 року у Бельгії та Нідерландах та чемпіонату світу 2002 року в Японії і Південній Кореї, де був дублером Магнуса Гедмана, а також чемпіонату Європи 2004 року у Португалії, де був дублером Андреаса Ісакссона, тому за збірну на міжнародних турнірах так і не зіграв жодного матчу.

## Титули і досягнення
- Чемпіон Данії (2):

«Копенгаген»: 2002–03, 2003–04
- Володар Кубка Данії (1):

«Копенгаген»: 2003–04
- Володар Суперкубка Данії (1):

«Копенгаген»: 2004